# Новобешево
Новобешево (укр. Новобешеве) — село на Украине, находится в Старобешевском районе Донецкой области. Под контролем самопровозглашённой Донецкой Народной Республики.

## География

#### Соседние населённые пункты по странам света
С: Обильное, Марьяновка
СЗ: Новосёловка, Червоное, Андреевка, Любовка
СВ: Калинина, Придорожное, Павлоградское, Ларино
З:  —
В: Каменка, Новый Свет, Кирово
ЮЗ: Коммунаровка
ЮВ: Старобешево
Ю: Песчаное

## Население
Население по переписи 2001 года составляло 268 человек.

## Общие сведения
Код КОАТУУ — 1424582405. Почтовый индекс — 87211. Телефонный код — 6253.

## Адрес местного совета
87210, Донецкая область, Старобешевский р-н, с.Марьяновка, ул.Мира, 10а
19 марта 1921 года  у села был разгромлен продовольственный отряд из пос. Юзовки, направленный для изъятия хлеба у крестьян для рабочих. Погибшие бойцы отряда был похоронены в пос. Юзовка в сквере Павших коммунаров. В честь погибших назван проспект, который начинается от сквера — проспект Павших коммунаров.